# 中央線 (韓國)

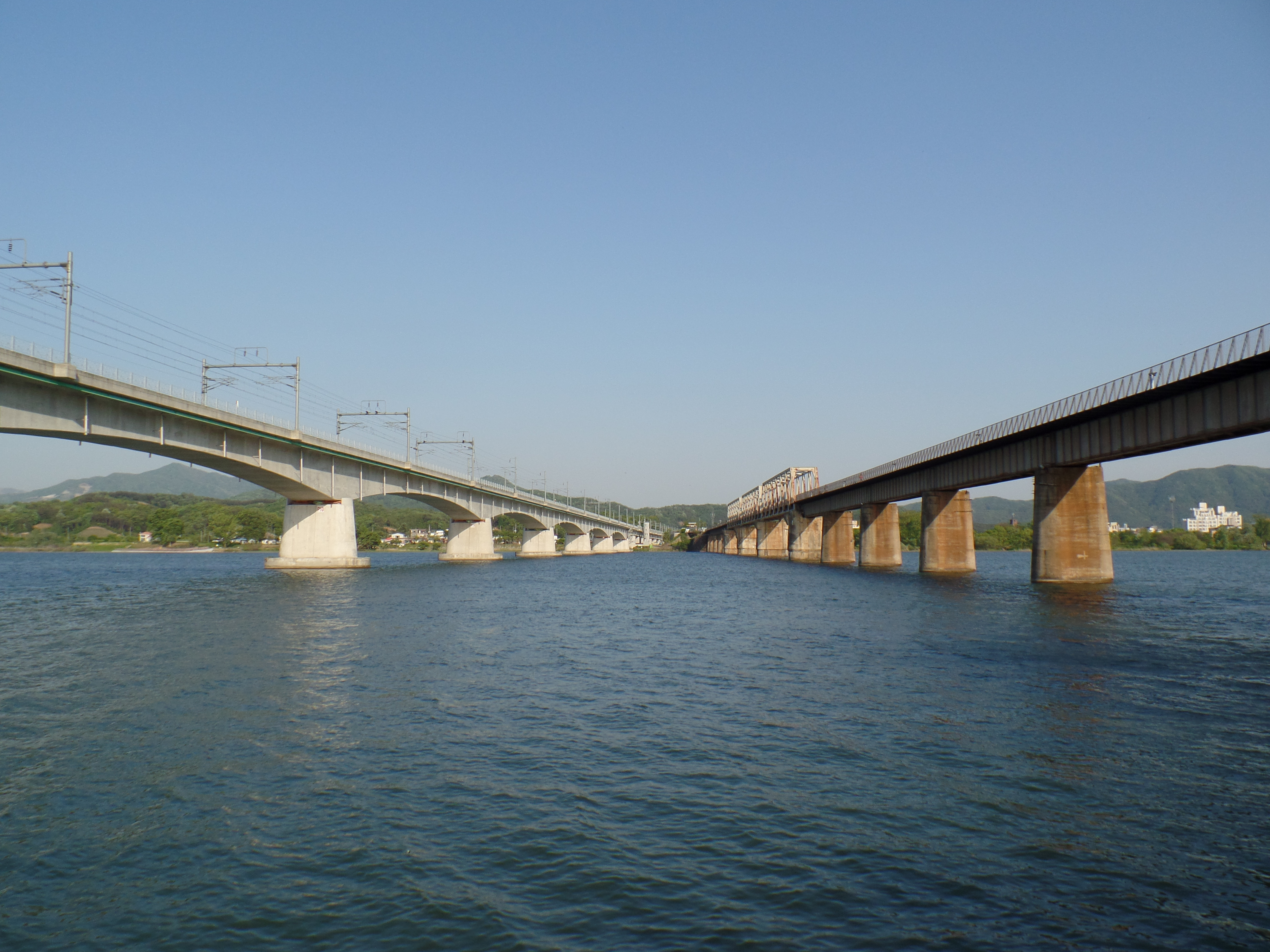
中央線京畿道内原单线北漢江铁桥（右）和现两水铁桥（左）

中央線（：／ Jung'ang seon */?），韓國鐵道公社幹線鐵道，自京元線清凉里站至東海線牟梁信號場，並經東海線連結至京釜高速线慶州站。本線通常稱為「中央線」，但是正式名稱是「中央本線」（중앙본선），「中央線」是中央本線與其支線的統稱。此線是繼京釜線之後的韓國第2条南北縱貫铁路，是朝鮮日治時期為了收奪朝鮮半島與滿洲等地資源與穩定客貨運而建設。目前清凉里站至砥平站為止有首都圈電鐵列车運行。

## 路線資料
- 路線距離：323.0km
- 軌距：1435mm
- 站数：47 (包含信號所)
- 雙線以上區間：全線
- 電氣化区間：全線（交流電化25,000V, 60Hz）
- 最高速度：110km/h (清凉里站 至 龍門站)、200km/h (其他)

## 歷史

### 建設

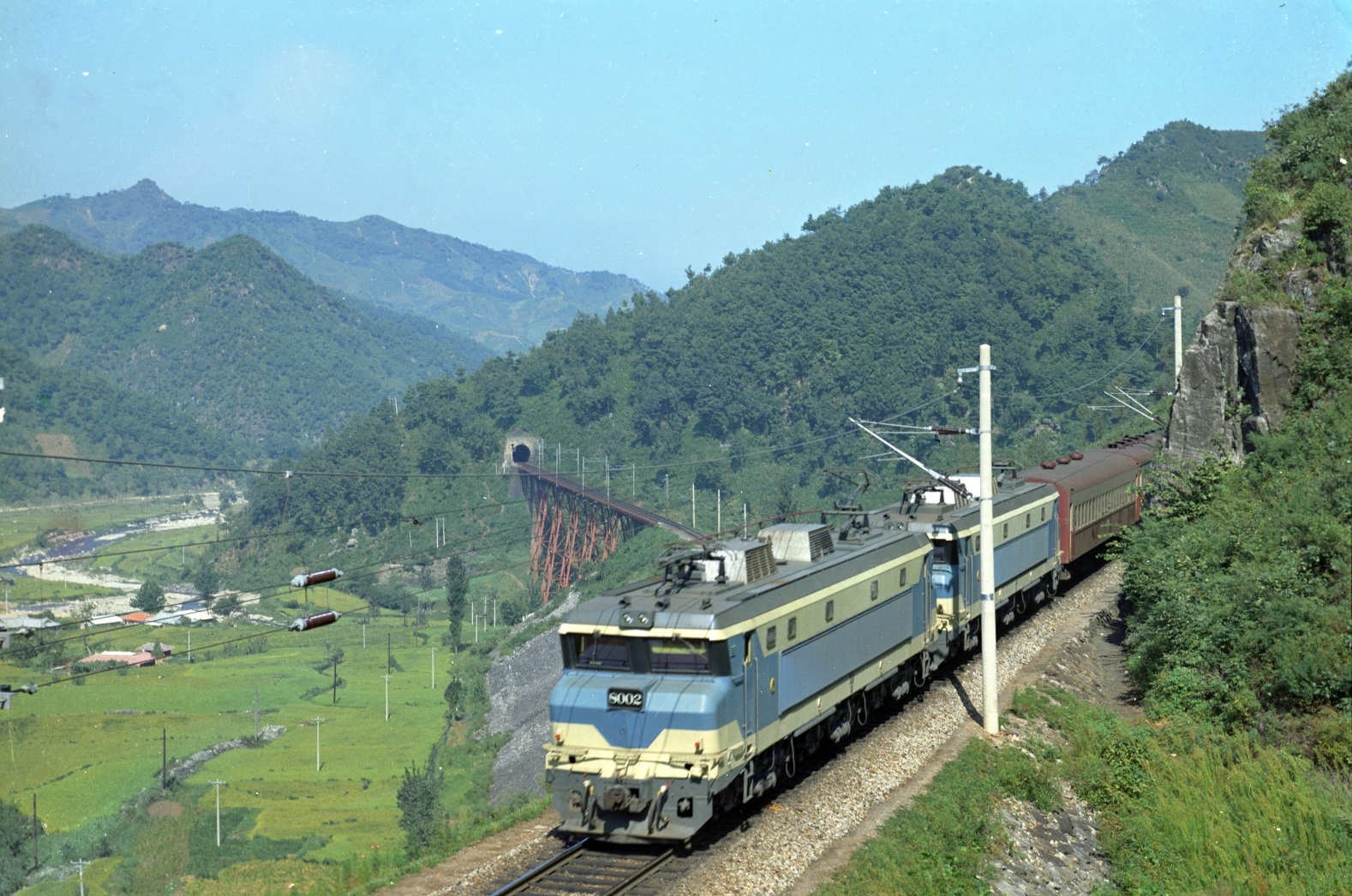
中央线百尺桥展线（1980年代）

中央線在朝鮮日治時期中隨京釜線後建設，1918年11月1日朝鲜铁道慶東線西岳 - 庆州 - 佛国寺開通，其中西岳 - 庆州為今日中央線一部分，當時稱為蔚山線，1919年慶東線大邱 - 鶴山全通，其中永川 - 慶州為今日中央線一部分。1923年朝鲜总督府決定建設第二條首爾 - 釜山間鐵路。1928年朝鲜总督府收購慶東線，並改稱「東海中部線」，1935年首爾 - 釜山間第二條鐵路的路線確定，並命名為京慶線。
1936年京慶線清凉里 - 永川動工，永川 - 慶州則將既有窄軌改為標準軌距。1938年12月1日永川 - 慶州改稱「京慶南部線」，友保 - 永川間標準軌開業。1939年4月1日清凉里 - 杨平開業，稱為「京慶北部線」。1942年4月1日京慶線全通。中央線雖然沒有像京釜線行經大田或大邱等大城市，但是因為中央線離開首爾後便向東部的山岳地帶延伸，距離海岸極遠在戰時可以代替容易暴露於海上炮擊（尤其水原至天安區間）的京釜線，因此中央線有濃厚的戰爭物資運輸鐵路色彩。

### 獨立後發展
韓國獨立後，1945年10月1日京慶線改稱「中央線」，並成為運送太白山脈无烟煤的重要路線，由於中央線在煤礦運輸上的重要地位，1973年中央線清凉里 - 堤川成為韓國最早電氣化的鐵路，配合1975年電氣化的太白線和嶺東線鐵岩 - 東海區間，形成太白山脈煤礦運往首爾的電氣化鐵路通道。1980年中央線的電氣化路段引入韓國最初的電力動車組--9900系電聯車運行無窮花號，1988年電氣化區間延長至榮州。
2005年清凉里 - 德沼間複線化、路線改良，開通首都圈電鐵中央線，2007、2008、2009年分別延長至八堂、菊秀、砥平，2010年開始開行首都圈電鐵京春線，其中清凉里 - 忘憂區間經中央線運行，因此將京春線接入中央線的上鳳 - 忘憂區間四線化。2014年開始與京元線等線路直通，成為首都圈電鐵京義·中央線。

### 高速化
為配合平昌冬奥会，開行KTX江陵線，2012年中央線清凉里 - 西原州 - 萬鐘間複線化、路線改良動工，並於2017年12月22日起開行KTX江陵線，由KTX-山川擔當，途經中央線至西原州站，轉入京江線，中央線西原州 - 萬鐘撥交予京江線。
2010年代中央線開始全線提速工程，2011年堤川 - 嶋潭複線電氣化；2018年3月嶋潭 - 丹陽換至新線運營，但新線僅建設單線；12月丹陽 - 榮州 - 安東 - 望湖也換至電氣化新線運營。2021年1月5日，伴隨西原州 - 堤川複線電氣化新線完工，中央线提速改造的西原州 - 安東新線工程竣工，KTX-Eum與Nuriro号開始於中央線清凉里-安东上线运行，同一區間的ITX-新村停止運營，同日嶋潭 - 丹陽複線化完工。
2021年11月永川-新慶州複線電氣化新線建設完成，12月28日中央線終點縮短至牟梁信號場，舊慶州站不再使用，中央線列車可以經東海線抵達新慶州站 (現在的慶州站)。2022年6、7月分別完成丹陽 - 榮州複線化，和榮州 - 安東複線化。2022年11月5日清凉里 - 安東Nuriro號改為ITX-新村，ITX-新村再次於中央線運營，Nuriro號僅在中央線北永川 - 牟梁間運行。
2022年12月安東-永川複線化工程動工，2024年12月20日中央线全線複線電氣化完成，軍威站開通，並開行清凉里 - 釜田，經中央線、東海線的KTX-Eum、ITX-新村和ITX-MAUM列車，并停开無窮花號列車。

## 車站列表
- K：KTX-Eum
- I：ITX-新村、ITX-MAUM
- N：Nuriro号

關於龍山－清凉里路段的首都圈電鐵京義·中央線停車站參見京元線。
| 車站編號           | 中文站名   | 韓文站名 | 英文站名 | K  | I  | N          | 廣域電鐵           | 廣域電鐵   | 廣域電鐵           | 接續路線                                   | 站間距離 | 累積距離 | 所在地     | 所在地   |
| 車站編號           | 中文站名   | 韓文站名 | 英文站名 | K  | I  | N          | 京義·中央急行      | 京春急行   | 緩行               | 接續路線                                   | 站間距離 | 累積距離 | 所在地     | 所在地   |
| ------------------ | ---------- | -------- | -------- | -- | -- | ---------- | ------------------ | ---------- | ------------------ | ------------------------------------------ | -------- | -------- | ---------- | -------- |
| K117               | 清凉里     |          |          | ●  | ●  | 未運行路段 | ●                  | ●          | ●                  | 京元線 (●首都圈電鐵1號線)                  | 0.0      | 0.0      | 首爾特別市 | 東大門區 |
| K118               | 回基       |          |          | ｜ | ｜ | 未運行路段 | ｜                 | ●          | ●                  | 京元線 (●首都圈電鐵1號線)                  | 1.4      | 1.4      | 首爾特別市 | 東大門區 |
| K119               | 中浪       |          |          | ｜ | ｜ | 未運行路段 | ｜                 | ｜         | ●                  |                                            | 1.8      | 3.2      | 首爾特別市 | 中浪區   |
| K120               | 上鳳       |          |          | ▲  | ｜ | 未運行路段 | ｜                 | ●          | ●                  | ●首爾地鐵7號線 忘憂線（●首都圈電鐵京春線） | 0.8      | 4.0      | 首爾特別市 | 中浪區   |
| K121               | 忘憂       |          |          | ｜ | ｜ | 未運行路段 | ｜                 | ｜         | ●                  | 忘憂線 京春線（●首都圈電鐵京春線）         | 0.6      | 4.6      | 首爾特別市 | 中浪區   |
| K122               | 養源       |          |          | ｜ | ｜ | 未運行路段 | ｜                 | 未運行路段 | ●                  |                                            | 1.7      | 6.3      | 首爾特別市 | 中浪區   |
| K123               | 九里       |          |          | ｜ | ｜ | 未運行路段 | ｜                 | 未運行路段 | ●                  |                                            | 3.2      | 9.5      | 京畿道     | 九里市   |
| K124               | 陶農       |          |          | ｜ | ｜ | 未運行路段 | ｜                 | 未運行路段 | ●                  |                                            | 1.7      | 11.2     | 京畿道     | 南楊州市 |
| K125               | 養正       |          |          | ｜ | ｜ | 未運行路段 | ｜                 | 未運行路段 | ●                  |                                            | 3.7      | 14.9     | 京畿道     | 南楊州市 |
| K126               | 德沼       |          |          | ｜ | ●  | 未運行路段 | ▲                  | 未運行路段 | ●                  |                                            | 2.3      | 17.2     | 京畿道     | 南楊州市 |
| K127               | 陶深       |          |          | ｜ | ｜ | 未運行路段 | ｜                 | 未運行路段 | ●                  |                                            | 1.5      | 18.7     | 京畿道     | 南楊州市 |
| K128               | 八堂       |          |          | ｜ | ｜ | 未運行路段 | ｜                 | 未運行路段 | ●                  |                                            | 4.2      | 22.9     | 京畿道     | 南楊州市 |
| K129               | 雲吉山     |          |          | ｜ | ｜ | 未運行路段 | ｜                 | 未運行路段 | ●                  |                                            | 6.4      | 29.3     | 京畿道     | 南楊州市 |
| K130               | 兩水       |          |          | ｜ | ｜ | 未運行路段 | ｜                 | 未運行路段 | ●                  |                                            | 1.9      | 31.2     | 京畿道     | 楊平郡   |
| K131               | 新院       |          |          | ｜ | ｜ | 未運行路段 | ｜                 | 未運行路段 | ●                  |                                            | 4.7      | 35.9     | 京畿道     | 楊平郡   |
| K132               | 菊秀       |          |          | ｜ | ｜ | 未運行路段 | ｜                 | 未運行路段 | ●                  |                                            | 2.9      | 38.8     | 京畿道     | 楊平郡   |
| K133               | 我新       |          |          | ｜ | ｜ | 未運行路段 | ｜                 | 未運行路段 | ●                  |                                            | 4.1      | 42.9     | 京畿道     | 楊平郡   |
| K134               | 梧濱       |          |          | ｜ | ｜ | 未運行路段 | ｜                 | 未運行路段 | ●                  |                                            | 2.8      | 45.7     | 京畿道     | 楊平郡   |
| K135               | 楊平       |          |          | ▲  | ●  | 未運行路段 | ●                  | 未運行路段 | ●                  |                                            | 2.2      | 47.9     | 京畿道     | 楊平郡   |
| K136               | 元德       |          |          | ｜ | ｜ | 未運行路段 | ｜                 | 未運行路段 | ●                  |                                            | 5.8      | 53.7     | 京畿道     | 楊平郡   |
| K137               | 龍門       |          |          | ｜ | ●  | 未運行路段 | ▲                  | 未運行路段 | ●                  | 龍門基地線                                 | 4.8      | 58.5     | 京畿道     | 楊平郡   |
| K138               | 砥平       |          |          | ｜ | ●  | 未運行路段 | ▲                  | 未運行路段 | ▲                  |                                            | 3.6      | 62.1     | 京畿道     | 楊平郡   |
| 非廣域電鐵 路段    | 石佛       |          |          | ｜ | ●  | 未運行路段 | 廣域鐵道未運行路段 | 未運行路段 | 廣域鐵道未運行路段 |                                            | 2.9      | 65.0     | 京畿道     | 楊平郡   |
| 非廣域電鐵 路段    | 日新       |          |          | ｜ | ●  | 未運行路段 | 廣域鐵道未運行路段 | 未運行路段 | 廣域鐵道未運行路段 |                                            | 3.5      | 68.5     | 京畿道     | 楊平郡   |
| 非廣域電鐵 路段    | 梅谷       |          |          | ｜ | ●  | 未運行路段 | 廣域鐵道未運行路段 | 未運行路段 | 廣域鐵道未運行路段 |                                            | 3.8      | 72.3     | 京畿道     | 楊平郡   |
| 非廣域電鐵 路段    | 楊東       |          |          | ｜ | ●  | 未運行路段 | 廣域鐵道未運行路段 | 未運行路段 | 廣域鐵道未運行路段 |                                            | 3.0      | 75.3     | 京畿道     | 楊平郡   |
| 非廣域電鐵 路段    | 三山       |          |          | ｜ | ●  | 未運行路段 | 廣域鐵道未運行路段 | 未運行路段 | 廣域鐵道未運行路段 |                                            | 3.9      | 79.2     | 京畿道     | 楊平郡   |
| 非廣域電鐵 路段    | 西原州     |          |          | ▲  | ●  | 未運行路段 | 廣域鐵道未運行路段 | 未運行路段 | 廣域鐵道未運行路段 | 京江線                                     | 7.2      | 86.4     | 江原道     | 原州市   |
| 非廣域電鐵 路段    | 原州       |          |          | ●  | ●  | 未運行路段 | 廣域鐵道未運行路段 | 未運行路段 | 廣域鐵道未運行路段 |                                            | 8.3      | 94.7     | 江原道     | 原州市   |
| 非廣域電鐵 路段    | 云鹤       | 운학     |          | ｜ | ｜ | 未運行路段 | 廣域鐵道未運行路段 | 未運行路段 | 廣域鐵道未運行路段 |                                            | 15.7     | 110.4    | 忠清北道   | 堤川市   |
| 非廣域電鐵 路段    | 鳳陽       |          |          | ｜ | ●  | 未運行路段 | 廣域鐵道未運行路段 | 未運行路段 | 廣域鐵道未運行路段 | 忠北線                                     | 14.8     | 125.2    | 忠清北道   | 堤川市   |
| 非廣域電鐵 路段    | 堤川操車場 |          |          | ｜ | ｜ | 未運行路段 | 廣域鐵道未運行路段 | 未運行路段 | 廣域鐵道未運行路段 |                                            | 4.5      | 129.7    | 忠清北道   | 堤川市   |
| 非廣域電鐵 路段    | 堤川       |          |          | ●  | ●  | 未運行路段 | 廣域鐵道未運行路段 | 未運行路段 | 廣域鐵道未運行路段 | 太白線                                     | 2.4      | 132.1    | 忠清北道   | 堤川市   |
| 非廣域電鐵 路段    | 高明       |          |          | ｜ | ｜ | 未運行路段 | 廣域鐵道未運行路段 | 未運行路段 | 廣域鐵道未運行路段 |                                            | 3.9      | 136.0    | 忠清北道   | 堤川市   |
| 非廣域電鐵 路段    | 三谷       |          |          | ｜ | ｜ | 未運行路段 | 廣域鐵道未運行路段 | 未運行路段 | 廣域鐵道未運行路段 |                                            | 5.2      | 141.2    | 忠清北道   | 丹陽郡   |
| 非廣域電鐵 路段    | 嶋潭       |          |          | ｜ | ｜ | 未運行路段 | 廣域鐵道未運行路段 | 未運行路段 | 廣域鐵道未運行路段 |                                            | 7.3      | 148.5    | 忠清北道   | 丹陽郡   |
| 非廣域電鐵 路段    | 丹陽       |          |          | ▲  | ●  | 未運行路段 | 廣域鐵道未運行路段 | 未運行路段 | 廣域鐵道未運行路段 |                                            | 6.0      | 154.5    | 忠清北道   | 丹陽郡   |
| 非廣域電鐵 路段    | 豐基       |          |          | ▲  | ●  | 未運行路段 | 廣域鐵道未運行路段 | 未運行路段 | 廣域鐵道未運行路段 |                                            | 21.4     | 175.9    | 慶尚北道   | 榮州市   |
| 非廣域電鐵 路段    | 榮州       |          |          | ●  | ●  | 未運行路段 | 廣域鐵道未運行路段 | 未運行路段 | 廣域鐵道未運行路段 | 慶北線 嶺東線                              | 12.4     | 188.3    | 慶尚北道   | 榮州市   |
| 非廣域電鐵 路段    | 甕泉       |          |          | ｜ | ｜ | 未運行路段 | 廣域鐵道未運行路段 | 未運行路段 | 廣域鐵道未運行路段 |                                            | 17.8     | 206.1    | 慶尚北道   | 安東市   |
| 非廣域電鐵 路段    | 安東       |          |          | ●  | ●  | 未運行路段 | 廣域鐵道未運行路段 | 未運行路段 | 廣域鐵道未運行路段 |                                            | 13.3     | 219.4    | 慶尚北道   | 安東市   |
| 非廣域電鐵 路段    | 義城       |          |          | ▲  | ●  | 未運行路段 | 廣域鐵道未運行路段 | 未運行路段 | 廣域鐵道未運行路段 |                                            | 25.2     | 244.6    | 慶尚北道   | 義城郡   |
| 非廣域電鐵 路段    | 軍威       |          |          | ｜ | ●  | 未運行路段 | 廣域鐵道未運行路段 | 未運行路段 | 廣域鐵道未運行路段 |                                            | 22.9     | 267.5    | 大邱廣域市 | 軍威郡   |
| 非廣域電鐵 路段    | 北永川     |          |          | ｜ | ｜ | ▲          | 廣域鐵道未運行路段 | 未運行路段 | 廣域鐵道未運行路段 | 北永川三角線                               | 26.7     | 294.2    | 慶尚北道   | 永川市   |
| 非廣域電鐵 路段    | 永川       |          |          | ●  | ●  | ●          | 廣域鐵道未運行路段 | 未運行路段 | 廣域鐵道未運行路段 | 大邱線                                     | 2.5      | 296.7    | 慶尚北道   | 永川市   |
| 非廣域電鐵 路段    | 阿火       |          |          | ｜ | ▲  | ▲          | 廣域鐵道未運行路段 | 未運行路段 | 廣域鐵道未運行路段 | 庆州三角线                                 | 15.1     | 311.8    | 慶尚北道   | 慶州市   |
| 非廣域電鐵 路段    | 牟梁       |          |          | ｜ | ｜ | ｜         | 廣域鐵道未運行路段 | 未運行路段 | 廣域鐵道未運行路段 | 東海線                                     | 11.2     | 323.0    | 慶尚北道   | 慶州市   |
| ↓ 東海線慶州站方向 |            |          |          |    |    |            |                    |            |                    |                                            |          |          |            |          |

## 支線

### 龍門基地線
龍門基地線是龍門站和龙门车辆基地的連接線
| 中文站名     | 韓文站名 | 英文站名 | 站間距離 | 累積距離 | 接續路線 | 所在地 | 所在地 |
| ------------ | -------- | -------- | -------- | -------- | -------- | ------ | ------ |
| 龍門         |          |          | 0.0      | 0.0      | 中央線   | 京畿道 | 楊平郡 |
| 龙门车辆基地 |          |          | 1.6      | 1.6      |          | 京畿道 | 楊平郡 |

### 北永川三角線
| 中文站名 | 韓文站名 | 英文站名 | 站間距離 | 累積距離 | 接續路線 | 所在地   | 所在地 |
| -------- | -------- | -------- | -------- | -------- | -------- | -------- | ------ |
| 北永川   |          |          | 0.0      | 0.0      | 中央線   | 慶尚北道 | 永川市 |
| 琴湖     |          |          | 4.1      | 4.1      | 大邱線   | 慶尚北道 | 永川市 |

### 庆州三角线
| 中文站名 | 韓文站名 | 英文站名 | 站間距離 | 累積距離 | 接續路線 | 所在地   | 所在地 |
| -------- | -------- | -------- | -------- | -------- | -------- | -------- | ------ |
| 阿火     |          |          | 0.0      | 0.0      | 中央線   | 慶尚北道 | 慶州市 |
| 西慶州   |          |          | 1.3      | 1.3      | 東海線   | 慶尚北道 | 慶州市 |